# Adineta bartosi
Adineta bartosi är en hjuldjursart som beskrevs av Wulfert 1960. Adineta bartosi ingår i släktet Adineta och familjen Adinetidae. Inga underarter finns listade i Catalogue of Life.